# Gomphandra subrostrata
Gomphandra subrostrata är en järneksväxtart som beskrevs av Merrill. Gomphandra subrostrata ingår i släktet Gomphandra och familjen Stemonuraceae. Inga underarter finns listade i Catalogue of Life.